# 敦賀縣
敦賀縣（日语：〔〕／ Tsuraga-ken */?）是日本於1871年至1876年期間曾經設立的行政區劃，縣廳設於敦賀郡的敦賀（位於現在的敦賀市），其最初的管轄範圍包括過去明治維新前若狹國的全部區域和越前國的南部部分區域，不過在1873年後敦賀縣的轄區擴張到越前國的北部，擴大後整個轄區與現在的福井縣範圍相同。
1876年敦賀縣遭到廢除，原轄區則以木之芽峠為界，以南的嶺南地區被併入滋賀縣，以北的嶺北地區被併入石川縣。

## 歷史
1871年日本開始進行第一次府縣整併，位於若狹國和越前国今立郡、南條郡、敦賀郡原屬於鯖江縣、小濱縣和本保縣的轄區於12月31日被整併為一縣，新縣的縣廳設於敦賀郡的敦賀，因此命名為敦賀縣；1873年1月4日轄區位於越前國北部的足羽縣也被併入敦賀縣，此時敦賀縣的轄區即與現在的福井縣相同。
但在1876年的第二次府縣整併中，敦賀縣在8月21日遭到廢除，位於木之芽峠以南的嶺南地區（包括原若狹國以及越前國敦賀郡）被併入滋賀縣，而木之芽峠以北的嶺北地區則併入石川縣。
不過當時的石川縣轄區除了包括現在的石川縣以外，還包括現在的富山縣以及福井縣的嶺北地區，因為轄區非常大，造成管理上遇到困難，因此在1881年2月7日又將嶺北地區分出，與先前也被併入滋賀縣的嶺南地區一同劃設為新縣，雖然新縣的轄區與先前的敦賀縣相同，但由於新的縣廳設在福井（位於現在的福井市），因而命名為「福井縣」。

### 轄區
1871年第一次府縣整併後
- 若狹國全部區域
- 越前國
  - 今立郡
  - 南條郡
  - 敦賀郡

1873年後
- 若狹國全部區域
- 越前國全部區域

## 歴任知事
| 職稱       | 姓名       | 上任日期       | 卸任日期      | 備註                         |
| ---------- | ---------- | -------------- | ------------- | ---------------------------- |
| 參事       | 熊谷武五郎 | 1871年12月31日 | 1872年4月6日  | 前本保縣大參事、原秋田藩藩士 |
| 參事       | 寺島直     | 1872年4月14日  | 1872年5月8日  | 前敦賀縣權參事、             |
| 參事       | 藤井勉三   | 1872年5月8日   | 1873年2月19日 | 前敦賀縣權令、原山口藩藩士   |
| 權令       | 藤井勉三   | 1873年2月19日  | 1875年1月25日 |                              |
| 縣令       | 山田武甫   | 1875年1月25日  | 1876年8月21日 | 前內務省官員、原熊本藩藩士   |
| 參考資料： |            |                |               |                              |